# Gnophos pullularia
Gnophos pullularia är en fjärilsart som beskrevs av Herrich-Schäffer 1852. Gnophos pullularia ingår i släktet Gnophos och familjen mätare. Inga underarter finns listade i Catalogue of Life.